# The Face (Zeitschrift)
The Face ist ein britisches Kultur- und Lifestylemagazin, das ursprünglich von 1980 bis 2004 erschien und seit 2019 erneut erscheint.

## Bedeutung
In den 1980er und 1990er Jahren galt The Face in Großbritannien als einflussreiche Zeitschrift in den Bereichen Musik und Mode. Ein Buch, das Paul Gorman 2017 über die Zeitschrift verfasste, trägt den Titel The Story of The Face – The Magazine That Changed Culture. Die Karriere von Kate Moss begann mit Bildern des Models in The Face. Das Victoria and Albert Museum in London zeigte Ausgaben der Zeitschrift in mehreren Ausstellungen zu den Themen Mode und Design. Die Zeitschrift ist Teil der Sammlung des Design Museum London. Einfluss übte The Face auch auf die deutsche Presse aus. Das Magazin Tempo war inhaltlich und stilistisch gewissermaßen mit The Face verwandt.

## Geschichte 1980–2004
The Face wurde 1980 von dem Journalisten Nick Logan gegründet, der zuvor bei den Zeitschriften NME und Smash Hits Redakteur gewesen war. Von 1973 bis 1978 war Logan beim NME und gründete im Anschluss daran die Zeitschrift Smash Hits. Zu Beginn von The Face war die Redaktion in den Büroräumen von Smash Hits untergebracht. Die erste Ausgabe erschien am 1. Mai 1980. Als Herausgeber der Zeitschrift fungierte der Verlag Wagadon, den Nick Logan eigens hierfür gründete. The Face erschien bis 2004 monatlich.
1982 entstand das typische Design der Zeitschrift, bei dem vor allem das Cover einprägsam und auffällig war: Der Schriftzug „The Face“ stand weiß auf einem roten Balken über die gesamte Breite des Covers am oberen Rand der Zeitschrift.
Gegen Ende der 1990er Jahre sanken die Verkaufszahlen. Ein Grund lag darin, dass andere Magazine das Konzept von The Face aufgegriffen hatten. In dem Marktsegment, in dem The Face vorher ohne ernstzunehmende Konkurrenz war, kamen andere Magazine hinzu, beispielsweise Loaded oder Dazed & Confused. 1999 verkaufte Nick Logan den Verlag Wagadon an EMAP. In den Jahren bis 2004 sanken die Verkaufszahlen weiter. Die letzte Ausgabe (vor dem Neuerscheinen 2019) erschien im Mai 2004. Als die Bauer Verlagsgruppe 2007 den Eigentümer von The Face – die Firma EMAP – übernahm, erwarb Bauer damit auch die Marke The Face.

## Neuerscheinen 2019
2017 erwarb Wasted Talent Media die Marke The Face von der Bauer Media Group. Seit 2019 erscheint das Magazin erneut, diesmal allerdings nur einmal pro Quartal.